# Bruce Harlan
Bruce Harlan (n. 2 ianuarie 1926, Pennsylvania, SUA – d. 22 iunie 1959, Norwalk⁠(d), Connecticut, SUA) a fost un săritor în apă ce a reprezentat Statele Unite ale Americii, medaliat olimpic. A participat la o ediție a Jocurilor Olimpice (1948) în care a câștigat o medalie de aur și o medalie de argint.